# Schizomus greeni
Espèce
Schizomus greeni est une espèce de schizomides de la famille des Hubbardiidae.

## Distribution
Cette espèce est endémique du Sri Lanka,. Elle se rencontre vers Ambalangoda et Colombo.

## Description
La femelle holotype mesure 3 mm.

## Publication originale
- Gravely, 1912 : Notes on Pedipalpi in the collection of the Indian Museum. IV. New oriental Tartarides. Records of the Indian Museum, vol. 7, p. 107-110 (texte intégral).